# Huhtisaari (ö i Södra Savolax, Nyslott, lat 62,21, long 29,38)
Huhtisaari är en ö i Finland. Den ligger i sjön Orivesi och i kommunen Nyslott i  landskapet Södra Savolax, i den sydöstra delen av landet, 300 km nordost om huvudstaden Helsingfors. Öns area är 63,4 hektar och dess största längd är 1,5 kilometer i öst-västlig riktning.